# Joel Keussen
Joel Keussen (* 2. August 1991 in Duisburg) ist ein deutscher Eishockeyspieler, der seit August 2025 bei den Starbulls Rosenheim aus der DEL2 unter Vertrag steht und dort auf der Position des Verteidigers spielt. Zuvor war Keussen bereits für die Dresdner Eislöwen, Fischtown Pinguins Bremerhaven, den EC Bad Nauheim, Löwen Frankfurt, Lausitzer Füchse und Kassel Huskies in der zweithöchsten Spielklasse aktiv. Darüber hinaus spielte er für die Krefeld Pinguine in der Deutschen Eishockey Liga (DEL).

## Karriere
Keussen begann seine Karriere bei seinem Heimatklub, dem Krefelder EV, wo er in der Saison 2006/07 erste Einsätze in der Krefelder DNL-Mannschaft bekam. Nach einem kurzen Zwischenspiel in Düsseldorf bei den DEG Youngsters stand der Rechtsschütze zur Spielzeit 2008/09 erstmals im Profikader der Krefeld Pinguine. Nachdem mit Sinan Akdağ und Benedikt Schopper gleich zwei Stammspieler ausgefallen waren, kam er auch zu seinen ersten Einsätzen in der Deutschen Eishockey Liga (DEL). In der folgenden Saison spielte er mit einer Förderlizenz für den Herner EV 2007 in der drittklassigen Oberliga und kam zu drei Spielen für die Pinguine. Im Sommer 2010 wechselte er zu den Moskitos Essen und erhielt eine Förderlizenz von den Iserlohn Roosters. Im Januar 2011 wurde Keussen vom EC Red Bull Salzburg verpflichtet und im Farmteam aus der zweitklassigen Nationalliga eingesetzt.
Im September 2011 erhielt er nach erfolgreichem Probeengagement einen Vertrag bei den Dresdner Eislöwen aus der 2. Bundesliga bis zum Ende der Spielzeit 2011/12. Im Mai 2012 wechselte er zurück in die Oberliga zu den Füchsen Duisburg. Nach zwei Spieljahren in der dritten Liga wechselte der Abwehrspieler zur Saison 2014/15 in die DEL2 zu den Fischtown Pinguins Bremerhaven. Dort war er ebenso eine Spielzeit aktiv wie in den folgenden beiden Jahren für die Ligakonkurrenten EC Bad Nauheim und Löwen Frankfurt. Mit den Löwen gewann Keussen im Frühjahr 2017 die Meisterschaft der DEL2, ehe er im Sommer desselben Jahres zu seinem Ausbildungsverein nach Krefeld in die DEL zurückkehrte. Im November 2018 schloss er sich für zwei Jahre den Lausitzer Füchsen an, womit er in die DEL2 zurück wechselte. Im April 2020 verpflichteten die Kassel Huskies den erfahrenen Verteidiger für die Saison 2020/21. In der Folge wurde der Vertrag Keussens bis zum Ende der Spielzeit 2024/25 mehrfach verlängert.
Zum Spieljahr 2025/26 entschied sich Keussen, seinen Vertrag in Kassel aufzulösen. Zwei Wochen später entschied er sich Mitte August 2025 zu einem Wechsel zu den ebenfalls in der DEL2 beheimateten Starbulls Rosenheim.

## Erfolge und Auszeichnungen
- 2017 DEL2-Meister mit den Löwen Frankfurt

## Karrierestatistik
Stand: Ende der Saison 2024/25
(Legende zur Spielerstatistik: Sp oder GP = absolvierte Spiele; T oder G = erzielte Tore; V oder A = erzielte Assists; Pkt oder Pts = erzielte Scorerpunkte; SM oder PIM = erhaltene Strafminuten; +/− = Plus/Minus-Bilanz; PP = erzielte Überzahltore; SH = erzielte Unterzahltore; GW = erzielte Siegtore; 1 Play-downs/Relegation; Kursiv: Statistik nicht vollständig)